# Ligne d'Helsinki à Port de Turku
La ligne d'Helsinki à Port de Turku dite aussi ligne côtière (finnois : Rantarata) une ligne de chemin de fer du réseau de chemin de fer finlandais, qui relie la gare centrale d'Helsinki à la gare de Turku-Port.

## Infrastructure

### Ligne
La partie de la voie côtière entre Helsinki et Leppävaara est à 4 voies. Sur sa plus grande partie la voie est unique et les points de croisement sont rares. 

## Exploitation
La ligne est utilisée principalement pour le transport des voyageurs . Un train par heure circule entre Helsinki et Turku. La nuit il n’y a pas de circulation régulière.
Le transport des marchandises est limité du fait du manque de voies de croisement.